# Hepatobilijarni trokut
Hepatobilijarni trokut ili cistohepatični trokut je anatomski prostor u trbušnoj šupljini omeđen zajedničkim jetrenim vodom (lat. ductus hepaticus communis) medijalno, vodom žučnog mjehura (lat. ductus cysticus) dolje i donjim rubom jetre gore. Kroz ovaj prostor prolazi arterija žučnog mjehura (lat. arteria cystica).
Hepatobilijarni trokut se naziva i Calotov trokut prema Jean-François Calotu koji ga je prvi i opisao. Calot je opisivao trokut tako da je gornju granicu činila arterija žučnog voda, a ne donji rub jetre. 
Hepatobilijarni trokut sadrži limfni čvor (Calotov čvor) koji je često uvećan kod upala žučnog mjehura (npr. kolecistitis) ili bilijarnog trakta (npr. kolangitis) i prilikom kirurškog zahvata (kolecistektomija) se čvor uklanja.